# 강변 부인
"강변 부인"은 1981년 공개된 대한민국의 영화이다.

## 배역
- 정윤희
- 김세윤
- 김희라
- 김일란